# Liberal Demòcrates Escocesos
Liberals Demòcrates Escocesos són la secció escocesa del partit dels Liberal Demòcrates Britànics, creat el 1988 de la unió del Partit Liberal i del Partit Socialdemòcrata a Escòcia. Tenen 16 dels 129 diputats escocesos, 12 dels 59 a Westminster i 1 dels 7 eurodiputats. El seu secretari general és Tavish Scott, el president Malcolm Bruce i el portaveu Michael Moore. Té uns 4.000 afiliats.
Contrari a la independència escocesa, però creu que el Parlament escocès hauria d'assumir més competències, sobretot en comunicacions, energia, drogues i avortament. Pren les decisions de manera autònoma del partit de Londres.
El partit participà en la campanya de la Devolution al Parlament escocès com a part de les seves propostes federalistes per al Regne Unit, participant en la Convenció Nacional Escocesa amb laboristes escocesos, verds escocesos, sindicats i esglésies. A les eleccions de 1999 va obtenir 17 escons al parlament escocès i formà coalició amb els laboristes, a canvi de modificar la legislació sobre les despeses en educació i la modificació parcial del sistema electoral escocès. El seu cap, Jim Wallace, fou ministre per a Escòcia i ministre de justícia, així com a ministre en cap durant la malaltia de Donald Dewar. A les eleccions de 2003 va renovar els càrrecs i la coalició i Wallace fou ministre per a empreses. El 23 de juny de 2005 Wallace va dimitir i fou substituït per Nicol Stephen.
El desembre de 2007 va donar suport la creació d'una Comissió per a la Devolució a Escòcia, amb conservadors i laboristes, per a donar més poders al parlament. Simultàniament, el SNP ha impulsat una Conversació Nacional, que no exclou la independència.
A les eleccions de 2007 augmentà la representació. Tot i que el SNP li va oferir governar en coalició amb els verds, va rebutjar per oposar-se a la convocatòria de referèndum per a la independència. El 2 de juliol de 2008 Stephen va dimitir i després d'eleccions internes fou escollit Tavish Scott.

## Resultats electorals

### Parlament escocès
| Any  | Líder         | Circum. | Circum. | Circum. | Regional | Regional | Regional | Total    | +/– | Pos. | Govern   |
| Any  | Líder         | Vots    | %       | Escons  | Vots     | %        | Escons   | Total    | +/– | Pos. | Govern   |
| ---- | ------------- | ------- | ------- | ------- | -------- | -------- | -------- | -------- | --- | ---- | -------- |
| 1999 | Jim Wallace   | 333,179 | 14.2    | 12 / 73 | 290,760  | 12.4     | 5 / 56   | 17 / 129 |     | 4t   | Coalició |
| 2003 | Jim Wallace   | 294,347 | 15.4    | 13 / 73 | 225,774  | 11.8     | 4 / 56   | 17 / 129 | =   | = 4t | Coalició |
| 2007 | Nicol Stephen | 326,232 | 16.2    | 11 / 73 | 230,651  | 11.3     | 5 / 56   | 16 / 129 | 1   | = 4t | Oposició |
| 2011 | Tavish Scott  | 157,714 | 7.9     | 2 / 73  | 104,472  | 5.2      | 3 / 56   | 5 / 129  | 11  | = 4t | Oposició |
| 2016 | Willie Rennie | 178,238 | 7.8     | 4 / 73  | 119,284  | 5.2      | 1 / 56   | 5 / 129  | =   | 5è   | Oposició |
| 2021 | Willie Rennie | 187,816 | 6.9     | 4 / 73  | 137,152  | 5.1      | 0 / 56   | 4 / 129  | 1   | = 5è | Oposició |

### Cambra dels Comuns
| Any  | Líder              | Escòcia | Escòcia | Escòcia | +/– | Pos.    | Pos.       | Govern   |
| Any  | Líder              | Vots    | %       | Seats   | +/– | Escòcia | Regne Unit | Govern   |
| ---- | ------------------ | ------- | ------- | ------- | --- | ------- | ---------- | -------- |
| 1992 | Malcolm Bruce      | 383,856 | 13.1    | 9 / 72  | =   | = 3r    | = 3r       | Oposició |
| 1997 | Jim Wallace        | 365,362 | 13.0    | 10 / 72 | 1   | 2n      | = 3r       | Oposició |
| 2001 | Jim Wallace        | 380,034 | 16.3    | 10 / 72 | =   | = 2n    | = 3r       | Oposició |
| 2005 | Jim Wallace        | 528,076 | 22.6    | 11 / 59 | 1   | = 2n    | = 3r       | Oposició |
| 2010 | Tavish Scott       | 465,471 | 18.9    | 11 / 59 | =   | = 2n    | = 3r       | Coalició |
| 2015 | Willie Rennie      | 219,675 | 7.5     | 1 / 59  | 10  | 4t      | 4t         | Oposició |
| 2017 | Willie Rennie      | 179,061 | 6.8     | 4 / 59  | 3   | = 4t    | = 4t       | Oposició |
| 2019 | Willie Rennie      | 263,417 | 9.5     | 4 / 59  | =   | 3r      | = 4t       | Oposició |
| 2024 | Alex Cole-Hamilton | 234,228 | 9.7     | 6 / 57  | 2   | = 3r    | 3r         | Oposició |

### Eleccions locals
| Any  | Líder              | Vots    | %     | Consellers  | +/– | Pos. |
| ---- | ------------------ | ------- | ----- | ----------- | --- | ---- |
| 1992 | Jim Wallace        | 140,697 | 9.5%  | 94 / 1.158  | 10  | = 4t |
| 1995 | Jim Wallace        | 166,141 | 9.79% | 60 / 1.155  | 34  | = 4t |
| 1999 | Jim Wallace        | 289,236 | 12.7% | 156 / 1.222 | 35  | = 4t |
| 2003 | Jim Wallace        | 272,057 | 14.5% | 175 / 1.222 | 18  | 3r   |
| 2007 | Nicol Stephen      | 266,693 | 12.7% | 166 / 1.222 | 9   | = 3r |
| 2012 | Willie Rennie      | 103,087 | 6.62% | 71 / 1.223  | 95  | 4t   |
| 2017 | Willie Rennie      | 128,821 | 6.82% | 67 / 1.227  | 3   | = 4t |
| 2022 | Alex Cole-Hamilton | 159,815 | 8.6%  | 87 / 1.227  | 20  | = 4t |

### Parlament Europeu
| 1994 |         | 7.2  | 0 / 8 |   |  |  |
| 1999 | 96,971  | 9.8  | 1 / 8 | = |  |  |
| 2004 | 154,178 | 13.1 | 1 / 7 | = |  |  |
| 2009 | 127,038 | 11.5 | 1 / 6 | = |  |  |
| 2014 | 95,319  | 7.1  | 0 / 6 | 1 |  |  |
| 2019 | 218,285 | 13.8 | 1 / 6 | 1 |  |  |